# جواو غابرييل فارينيلو روزا
جواو غابرييل فارينيلو روزا (من مواليد 9 يوليو 1989) لاعب كرة قدم برازيلي لعب سابقاً لنادي الباطن .

## روابط خارجية
- جواو غابرييل فارينيلو روزا على موقع قاعدة بيانات كرة القدم.إي يو (الإنجليزية)
- جواو غابرييل فارينيلو روزا على موقع Soccerway.com (الإنجليزية)